# Microcos
Microcos  es un género de fanerógama con 89 especies perteneciente a la familia Malvaceae. 

## Especies seleccionadas
| - Microcos adolfi-friderici - Microcos africana - Microcos antidesmifolia - Microcos argentata - Microcos begoniaefolia - Microcos bifida | - Microcos blattifolia - Microcos borneensis - Microcos branderhorstii - Microcos brassii - Microcos calophylla - Microcos calymmatosepala |